# アドナン・メンデレス空港
アドナン・メンデレス空港（トルコ語: Adnan Menderes Havalimanı、英語: Adnan Menderes Airport）は、トルコのイズミル中心部から約18 km南にある国際空港。名称はトルコの政治家であるアドナン・メンデレスにちなむ。